# Jurbarkas
Jurbarkas anhörenⓘ (deutsch Georgenburg; russisch bis 1917 Юрбург) ist ein städtischer Amtsbezirk der gleichnamigen Rajongemeinde im Südwesten von Litauen. Sie liegt an der Mündung der Mituva in die Memel (litauisch Nemunas).

## Geschichte

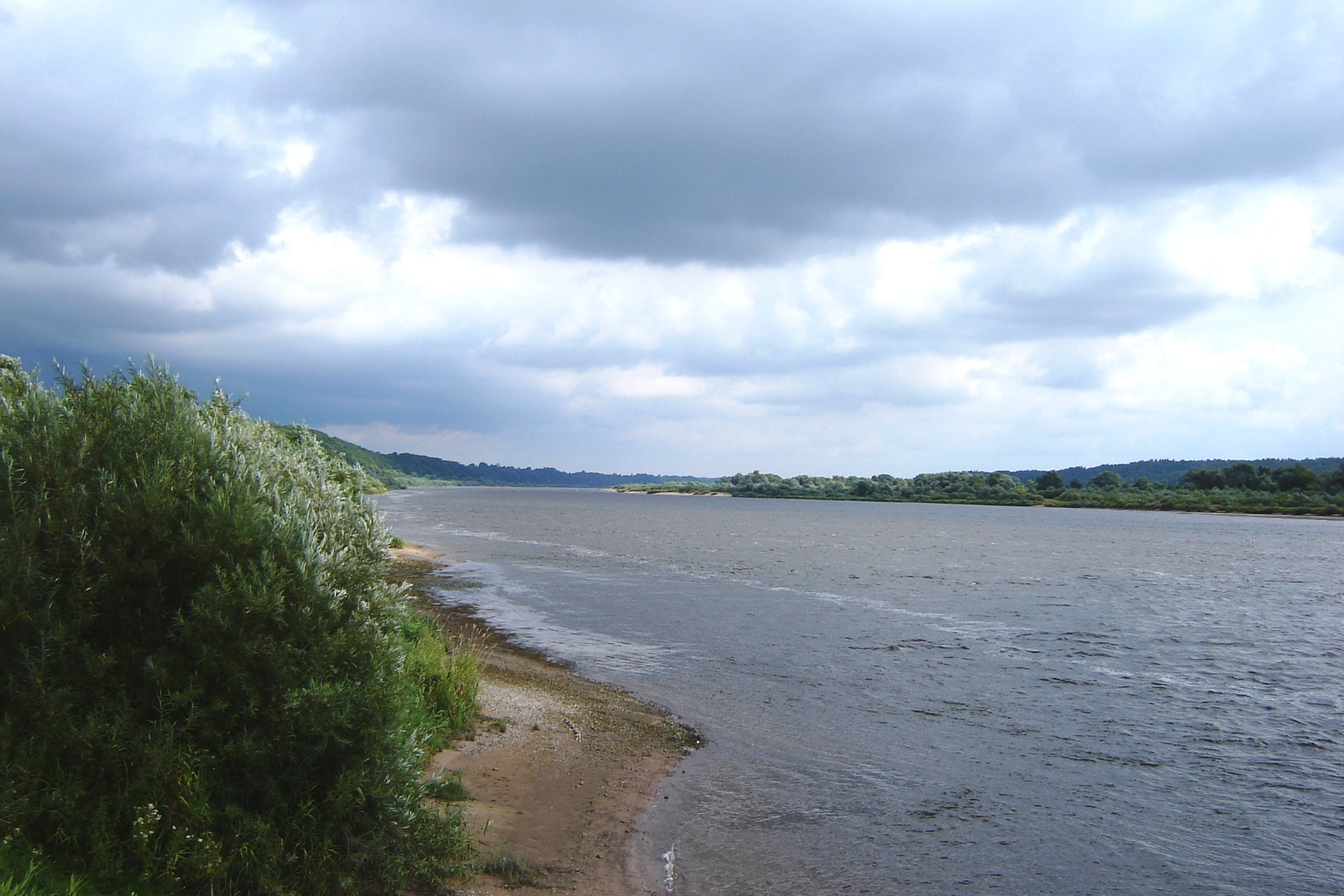
Die Memel bei Jurbarkas

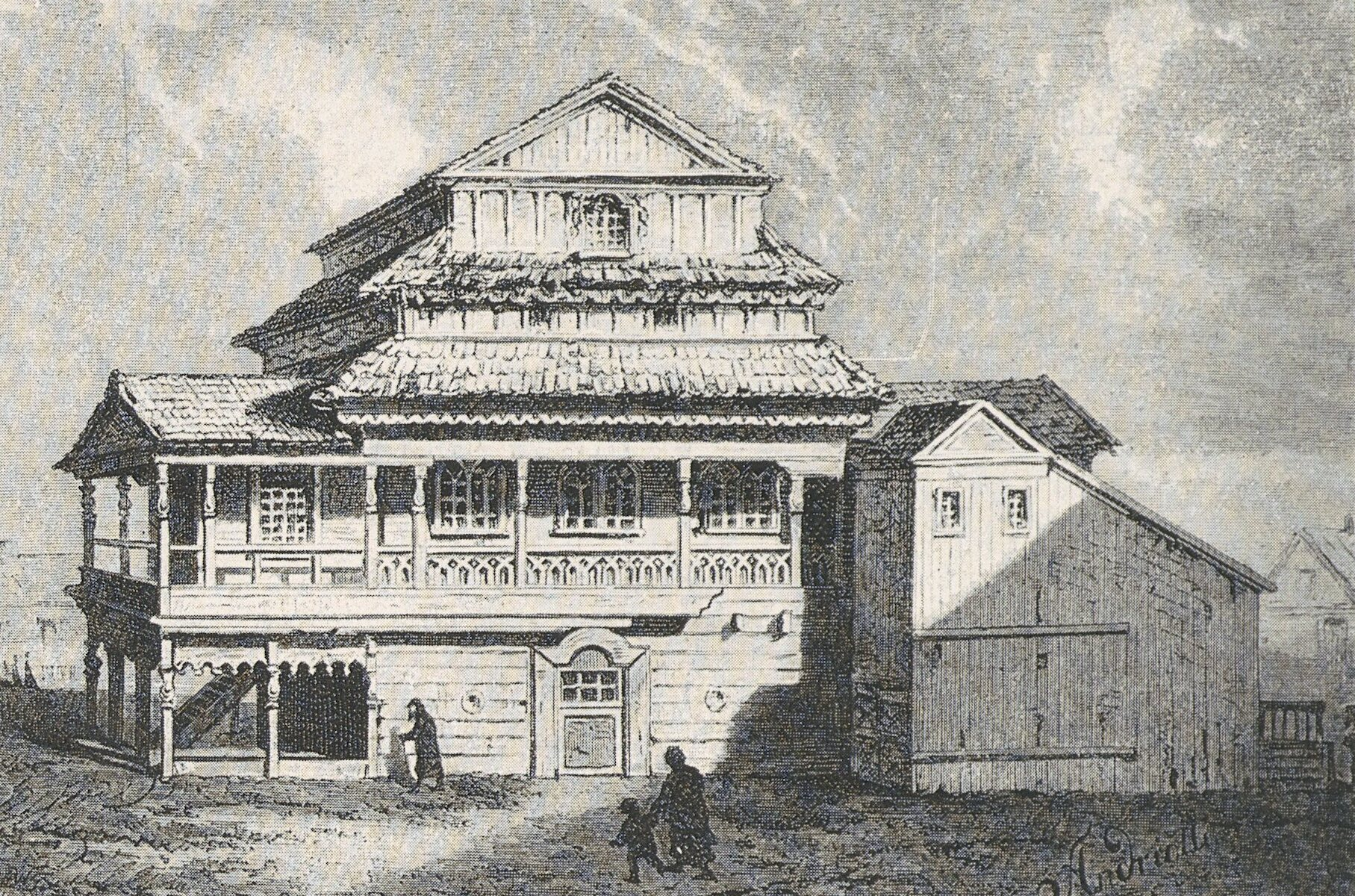
Hölzerne Synagoge in Jurbarkas im 19. Jahrhundert

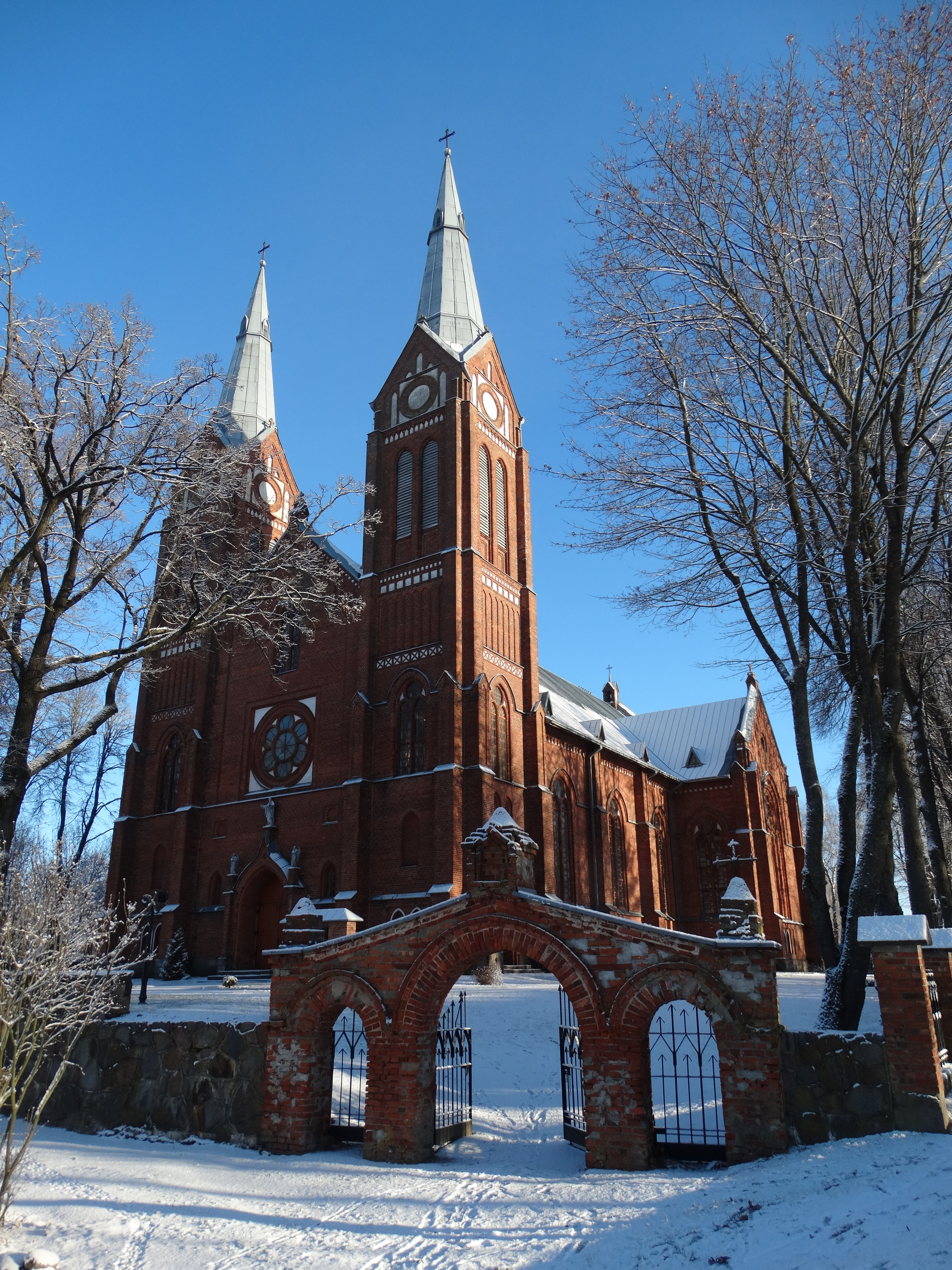
Dreifaltigkeitskirche

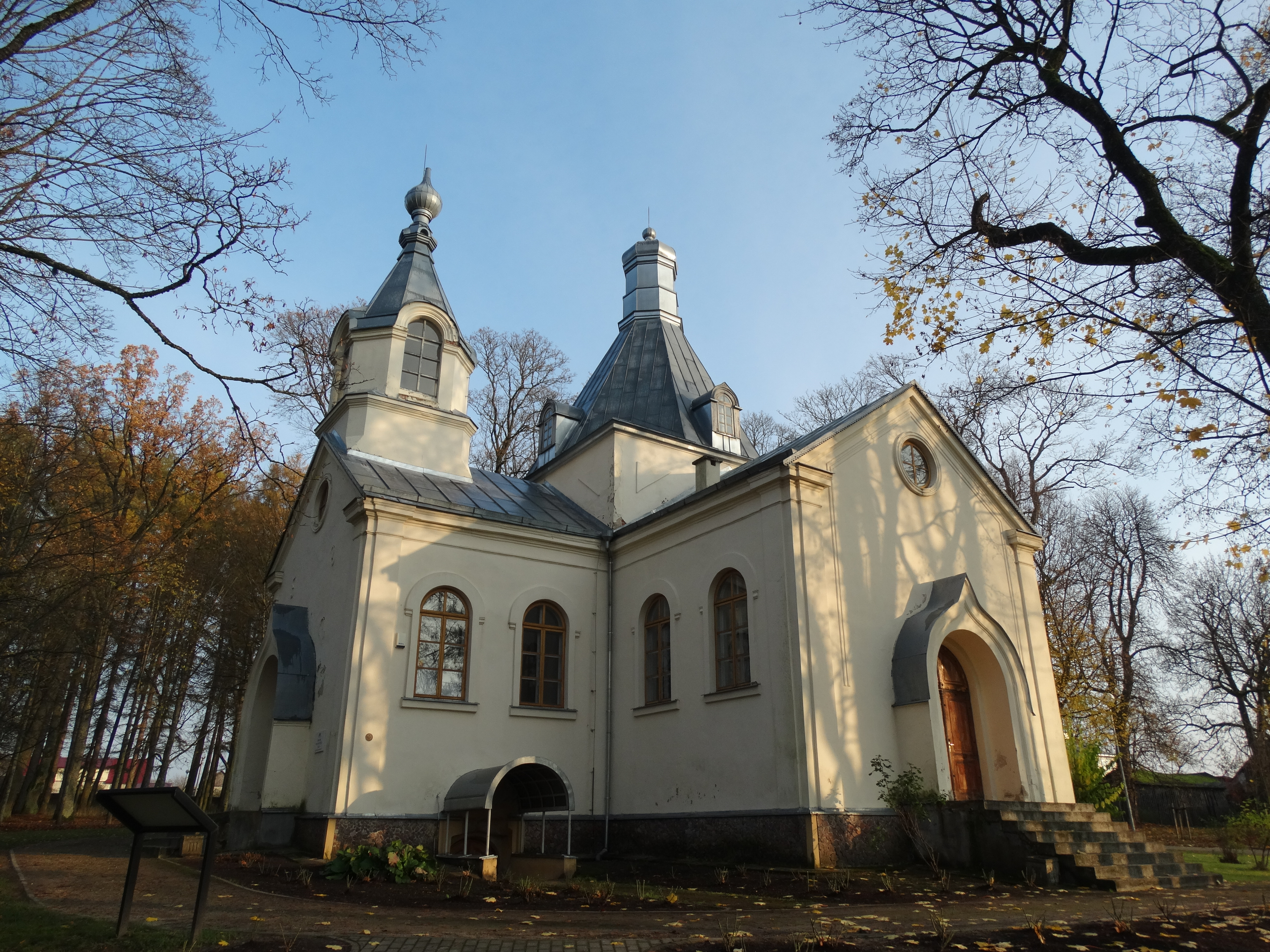
Ehemalige orthodoxe Kirche des Herrenhauses Jurbarkas, jetzt Ausstellungshalle

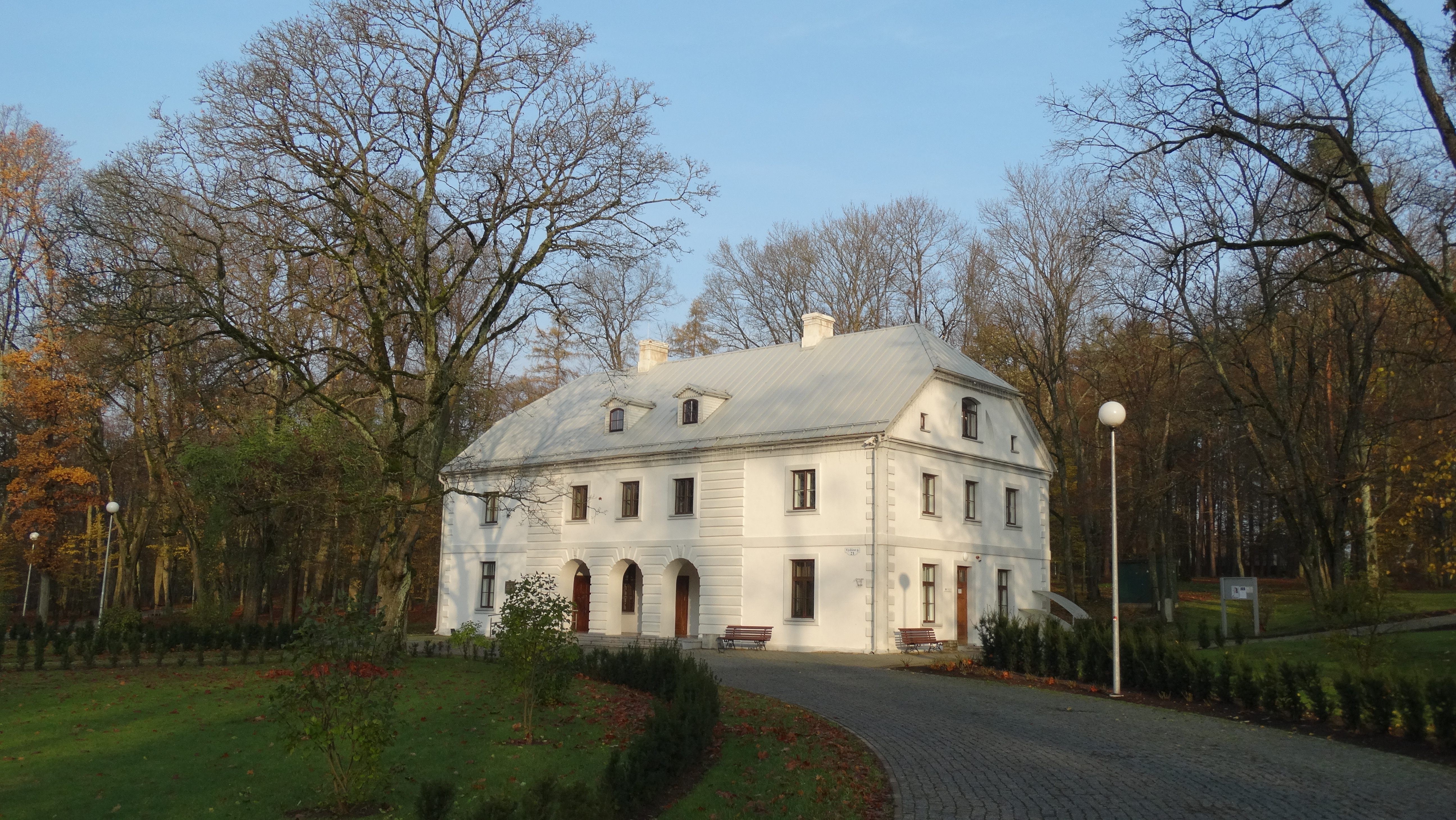
Jurbarkas Museumsgebäude

Der Name Jurbarkas stammt von der deutschen Bezeichnung Georgenburg (auch Jurgenburg oder Jurburg). Eine erste Nennung dieser Burg 1259 lässt sich nicht eindeutig lokalisieren – diese Burg war nicht von langer Dauer (bis 1260). Im Bereich des heutigen Jurbarkas erbaute der Deutsche Orden 1343 am rechten Memelufer eine Festung, die neben der Bayerburg einen der Vorposten an der Grenze zu Litauen bildete. 1384 wurde sie vom Großfürsten Vytautas erobert und abgebrannt, 1387 von den Ordensrittern wieder aufgebaut. Bis etwa 1396 wurde die Burg als Bayerburg bezeichnet (nachdem die eigentliche Bayerburg beim heutigen Maštaičiai 1387 aufgegeben worden war). 1403 wurde sie von Vytautas ein weiteres Mal, diesmal letztgültig niedergebrannt. Schon im 14. Jahrhundert gab es hier einen Liegeplatz (später wurde der Hafen Jurbarkas eingerichtet). Verschiedene Güter über die Memel in Jurbarkas nach und von Litauen transportiert.
Die heutige Stadt Jurbarkas entstand nach dem Frieden von Melnosee ab 1422 als litauische Grenzsiedlung unterhalb des alten litauischen Burgberges Bišpilis (Burg Kolainiai, 1291 aufgegeben). 1611 erhielt der Ort die Stadtrechte. 1795 wurde Jurbarkas nach der Dritten Polnischen Teilung vom Russischen Reich annektiert und gehörte zwischen 1843 und 1915 zum Gouvernement Kowno. Die günstige Lage an der Memel hatte bis zum 19. Jahrhundert für ein kontinuierliches Wachstum der Stadt gesorgt, nach dem Bau von Eisenbahnen stagnierte die abseits gelegene Stadt.
Jurbarkas war viele Jahrhunderte eine Gemeinde, in der sich viele Nationalitäten ansiedelten und auch vermischten. Besonders groß war die Gruppe der Juden im Ort, für das Jahr 1862 werden 2550 jüdische Bürger angegeben. Diese besaßen einen eigenen Friedhof und eine eigene Synagoge. Während des Ersten Weltkrieges emigrierten viele Juden, einige kamen anschließend zurück. 1940 besetzte die Sowjetunion Litauen, jüdisches Eigentum wurde eingezogen und ihre Kultur unterdrückt. Schließlich wurde Jurbarkas im Zweiten Weltkrieg von den deutschen Truppen besetzt und weitere Einwohner der Stadt kamen ums Leben. In den 1990er Jahren errichtete die Stadt den Opfern des Holocaust ein Mahnmal.

## Jurbarkas heute
Bedeutende Gebäude sind das Rathaus, die 1901 bis 1907 erbaute katholische Dreifaltigkeitskirche, die Stadthalle aus den 1970er Jahren sowie Schulen und Sportanlagen. Die 1865 erbaute ehemalige orthodoxe Kirche der Verklärung Christi dient seit 2001 als Ausstellungs- und Konzertsaal des Regionalmuseums Jurbarkas.
Das Museum Jurbarkas wurde in einem der erhaltenen klassizistischen Gebäude des Herrenhauses Jurbarkas – im nördlichen Dienstbotenquartier – eingerichtet. 
Durch den Bau einer Brücke über die Memel im Jahr 1978 wurde die Verkehrsanbindung der Stadt an das Straßennetz verbessert.
Handel, Handwerk, Holzverarbeitung, Landwirtschaft mit den weiterverarbeitenden Einrichtungen (Molkerei, Fleisch- und Wurstfabrikation) bilden mit etwa 8000 Arbeitsplätzen den Schwerpunkt der Wirtschaft in Jurbarkas.
In der Stadt gibt es ein Bildhauermuseum, ein Museum für Landeskunde, Bibliotheken, Sport- und Erholungseinrichtungen, eine römisch-katholische und eine evangelisch-lutherische Kirche sowie zahlreiche Vereine und Folkloregruppen.
Jurbarkas unterhält mit der deutschen Stadt Crailsheim und mit dem Berliner Bezirk Lichtenberg Städtepartnerverträge.

## Städtepartnerschaften
Jurbarkas unterhält Städtepartnerschaften und -freundschaften mit folgenden Städten oder Bezirken:
| - Berlin-Lichtenberg (Deutschland) - Bogense (Dänemark) - Crailsheim (Deutschland) - Criuleni (Republik Moldau) | - Laakdal (Belgien) - Neman (Russland, Oblast Kaliningrad) - Ryn (Polen) - Vale of Glamorgan (Vereinigtes Königreich, Wales) |

Zudem bestehen Kooperationen, vor allem im sozialen Bereich, mit den deutschen Städten Dorsten und Borken.

## Personen
- Selig Schachnowitz (1874–1952), Publizist
- William Zorach (1889–1966), US-amerikanischer Bildhauer, Maler, Grafiker und Schriftsteller
- Arkadi Kolesnikow (1907–1978), sowjetischer Wissenschaftler
- Romualdas Marcinkus (1907–1944), Fußballspieler und -trainer, sowie Jagdflieger im Zweiten Weltkrieg
- Romas Kilikauskas (* 1936), Politiker
- Antanas Račas (1940–2014), Politiker
- Juozas Žilys (1942–2024), Verfassungsrechtler und Professor
- Algirdas Gudaitis (* 1951), Politiker
- Arvydas Mockus (* 1960), Politiker
- Irena Ričkuvienė (* 1962), Politikerin
- Žilvinas Tomkus (* 1981), Politiker, Vizeminister der Verteidigung
- Andrius Pojavis (* 1983), Popmusiker